# باربارا پالاس
 باربارا پالاس (انگلیسی: Barbara Paulus؛ زاده ۱ سپتامبر ۱۹۷۰) یک تنیس‌باز اهل اتریش است.